# Karine Champagne
Karine Champagne était une journaliste et animatrice de télévision québécoise ; maintenant auteure, créatrice de contenu de développement personnel et conférencière. Elle est née à Joliette le 10 novembre 1973. Elle était chef d'antenne pour TVA Sports où elle animait l'émission L'esprit d'équipe. Elle est aussi entrepreneure et triathlète.

## Biographie
La carrière de Karine a débuté à 20 ans, lorsqu'elle est déménagée en Abitibi pour y occuper les fonctions de journaliste et de chef d'antenne dans un poste de télévision local.
Elle se dirige par la suite au Saguenay pour couvrir un événement majeur : le déluge du Saguenay. Elle se dirige par la suite à la station TVA de Québec où elle occupe différents postes.
Après un congé de maternité, à la suite de la naissance de son premier enfant, elle parcourt le Canada à la recherche de communautés francophones pour l'émission Via TVA.
En 2001, la journaliste déménage à Montréal pour travailler à TVA où elle participe à différentes émissions d'information de la station. Elle se joint par la suite à l'équipe de LCN.
En 2003, elle succède à Ève-Marie Lortie comme chef d'antenne du TVA week-end les samedis et dimanches. Elle quitte son poste au début de l'année 2005 pour donner naissance à son deuxième enfant.
En août 2006, elle se joint de nouveau à l'équipe de LCN. Cette fois-ci, elle relève le défi de se lever tôt à chaque jour de la semaine en animant LCN Matin en compagnie de Julie Couture.
De septembre 2007 à février 2011, elle coanime la même émission en compagnie de Jean-François Guérin.
Elle a fait l'objet d'une parodie à l'émission du Bye Bye 2011.
Le 22 mars 2011, elle publie avec Sébastien Lévesque le livre Les phrases mémorables de nos enfants, les perles des bouts de choux sous la maison d'édition Québécor. Inspirée par les mots de son fils Thomas, alors âgé de 4 ans, Karine Champagne a ouvert une page Facebook afin d'y recueillir des milliers de phrases d'enfants. Ce sont ces phrases qui ont été immortalisées dans ce livre.  
En mai 2011, elle se remet d'une dépression qui a duré 6 mois. Pourtant, elle n'a jamais cessé l'entraînement et l'activité physique.
Elle pratique le triathlon depuis l'enfance. Elle est membre de l'organisme Triathlon Québec et participe à plusieurs marathons et triathlons au Québec. 
En septembre 2011, elle devient une des chefs d'antennes pour le canal TVA Sports en faisant partie de l'équipe des reporters de l'émission L'Esprit d'équipe.